# Extinction Rebellion
Extinction Rebellion (ofte forkortet XR) er et internationalt systemkritiskt aktivistnetværk med rødder i miljøbevægelsen og den britiske gren af Occupy-bevægelsen. XR startede i 2018, og har globalt et fælles aktionskonsensus om, at man optræder fredeligt og ikke voldeligt under demonstrationerne og udøver civil ulydighed for at mindske risikoen for økologisk kollaps og masseudryddelse, fortabelsen af biodiversiteten og de kræver radikale foranstaltninger mod den globale opvarmning.
I Danmark er Extinction Rebellions medlemmer frivillige borgere fra alle samfundslag, af forskellige politiske overbevisninger. Bevægelsen omfatter studerende, akademikere, arbejdstagere og pensionister.

## Extinction Rebellions mål
- Extinction Rebellion mener at klimakrisen udgør en global trussel, og kræver gennemgribende reformer og en drastisk politisk kursændring.
- Regeringerne skal afvikle klimaskadelig lovgivning, og samarbejde med medierne om at kommunikere med befolkningen.
- Regeringerne skal gennemføre juridisk bindende politik for at reducere CO2-udslippet og reducere det generelle produktions- og forbrugs-niveau.
- Der skal oprettes et nationalt borgerting, som skal overvåge ændringerne og fungere som trædesten mod et demokrati, som er klimaudfordringen værdig.
- Extinction Rebellions mål er hverken at omstøde retsstaten eller demokratiet, men manglende politisk handling vil medføre lidelser for de kommende generationer.

- Extinction Rebellion demonstration 15. marts 2019 i Aarhus
- Extinction Rebellion spærrer Fredriks allé i Aarhus 15. marts
- Demonstration i London i februar 2019

## Historie

### Stiftelse
Extinction Rebellion blev først etableret i Storbritannien i oktober 2018, hvor bevægelsen fik opbakning fra akademikere og venstreorieterede politikere. Få uger efter blev der opretttet en nationalgruppe i Danmark. I februar 2019 gik Extinction Rebellion Danmark på gaden første gang, afholdt demonstrationer i både København og Aarhus, og erklærede oprør imod den Danske regering. Dengang havde Extinction Rebellion Danmark allerede over 500 meldemmer på deres Facebookgruppe.